# دفتر اندیکاتور
در دفاتر دفتری که خلاصه نامه‌های فرستاده و رسیده را در آن ثبت کنند دفتر اَندیکاتور یا نامه‌نما می‌گویند. این کار جهت سهولت در شناسائی و تفکیک بهتر مراسلات انجام می‌شود.
پس از دریافت نامه از سوی اداره، پس از تعیین محل اقدام (ارجاع نامه) نامه‌ها به متصدی ثبت نامه (اندیکاتورنویس) تحویل داده می‌شود. مسئول ثبت نامه‌ها تاریخ و شماره و خلاصه نامه‌های وارده یا صادره را در ستون‌های مشخصی ثبت می‌کند و شماره ترتیب دفتر توسط او به روی نامه‌ها زده می‌شود.
دفتر اندیکاتور ساده معمولاً شامل ۵ ستون می‌شود که به ترتیب مربوط به درج تاریخ ثبت، فرستنده نامه، شرح نامه، شماره نامه واصله ثبت، و شماره ردیف در نامه واصله است.
در طول سال‌های ۱۲۸۰ تا ۱۳۰۹ خورشیدی هیئتی فرانسوی و بلژیکی طرحی برای اصلاح نظام بایگانی ایران ارائه دادند و آن را به اجرا گذاشتند. بر طبق آن ادارات موظف شدند که دفاتر اندکس و نامه‌نما داشته باشند. این روش هنوز هم ادامه دارد.

## بخش‌های دفتر
دفتر نامه‌نما دارای صفحاتی بسته به نیاز سازمان است.
قسمت‌های مختلف دفتر اندیکاتور نامه‌های وارده:
۱-شماره و ردیف.
۲- ذکر شماره‌های گذشته.
۳- تاریخ.
۴- صاحبان نامه‌ها.
۵- شرح نامه‌های رسیده.
۶- پیوست.
۷- ارجاع.
۸- شماره و تاریخ نامه‌های رسیده.
۹-موضوع.
قسمت‌های مختلف دفتر اندیکاتور صادره:
۱-ستون شماره پرونده.
۲- عنوان نامه‌ها.
۳- شرح نامه‌های فرستاده.
۴- شماره‌های بعد/ گیرنده نامه.
۵- پیوست.
۶- تاریخ نامه‌های فرستاده.